# Zenon Grocholewski
Zenon Grocholewski (Bródki, 11 de outubro de 1939 - Roma, 17 de julho de 2020) foi um prelado polonês da Igreja Católica, que foi elevado ao posto de cardeal em 2001. Ele ingressou na Cúria Romana em 1972 e serviu de 1999 a 2015 como prefeito de a Congregação para a Educação Católica e o Grande Chanceler da Pontifícia Universidade Gregoriana.

## Biografia
Ele nasceu em Bródki de Stanisław e Józefa (née Stawińska) Grocholewski. Depois de estudar no seminário arquidiocesano de Poznań, Grocholewski foi ordenado ao sacerdócio em 27 de maio de 1963 pelo arcebispo Antoni Baraniak.
Ele ingressou na equipe da Supremo Tribunal da Assinatura Apostólica em 1972. Em 21 de dezembro de 1982, foi nomeado bispo titular da Acrópole, e recebeu sua consagração episcopal no dia 6 de janeiro do Papa João Paulo II, com o arcebispo Eduardo Martínez Somalo e Duraisamy Simon Lourdusamy servindo como co-consagradores. João Paulo promoveu Grocholewski à posição de arcebispo em 16 de dezembro de 1991. Em 15 de novembro de 1999, João Paulo o nomeou prefeito da Congregação para a Educação Católica. Nesse papel, ele também foi ex officio o Grande Chanceler da Pontifícia Universidade Gregoriana.
Grocholewski foi criado pelo cardeal-diácono de São Nicolau no Cárcere por João Paulo II no consistório de 21 de janeiro de 2001. Grocholewski perdeu automaticamente sua posição curial em 2 de abril de 2005 com a morte do Papa João Paulo. Ele foi confirmado no cargo pelo Papa Bento XVI em 21 de abril. Ele foi um dos eleitores cardeais que participou do Conclave de 2005 que elegeu o Papa Bento XVI. Em 21 de fevereiro de 2011, ele optou pela ordem do Cardeal Sacerdote, com sua antiga igreja diaconal elevada ao nível do título cardinalitial.
Junto com seu polonês nativo, ele falava latim, italiano, francês, espanhol e inglês.
Foi membro da Congregação para a Doutrina da Fé, da Congregação para os Bispos, do Pontifício Conselho para os Textos Legislativos e do Conselho Especial para a Oceania do Sínodo dos Bispos. O cardeal Grocholewski também foi o enviado papal às cerimônias que marcaram o 400º aniversário da fundação da Pontifícia e Universidade Real de Santo Tomas, Manila, a universidade mais antiga da Ásia.
Em 31 de março de 2015, o Papa Francisco nomeou o cardeal Giuseppe Versaldi para suceder Grocholewski como prefeito da Congregação para a Educação Católica.
Ele morreu em 17 de julho de 2020 aos 80 anos.

## Carreira acadêmica
Grocholewski ensinou na Faculdade de Direito Canônico da Pontifícia Universidade Gregoriana em Roma (1975-1999) e na Faculdade de Direito Canônico da Pontifícia Universidade Lateranense de Roma (1980-1984). Ele também deu palestras sobre Justiça Administrativa no Studio Rotale da Rota Romana (1986-1998).
Ele deu palestras em conferências e convenções em vários países. Ele estava conectado com várias associações de Direito Canônico e com os conselhos editoriais de algumas revistas e periódicos acadêmicos.

## Prefeito da Congregação para a Educação Católica
Em março de 2011, em uma conferência de imprensa para apresentar o recém-publicado Decreto sobre a Reforma dos Estudos Eclesiásticos de Filosofia, o Cardeal Grocholewski explicou como os documentos normativos relativos aos estudos eclesiásticos compreendiam a Constituição Apostólica "Sapientia christiana" de João Paulo II de 1979 e suas normas de aplicação, publicadas no mesmo ano pela Congregação para a Educação Católica. "No entanto", disse ele, "'Ecclesia sempre est reformanda', a fim de responder às novas demandas da vida eclesial na mudança das circunstâncias histórico-culturais e isso também (talvez especialmente) envolve o mundo acadêmico". As razões da reforma, explicou o cardeal, são "por um lado, as falhas na formação filosófica de muitas instituições eclesiásticas,Agência Fides et ratio da importância do componente metafísico da filosofia ... e da consciência de que a filosofia é indispensável para a formação teológica ". Por esse motivo, o decreto de hoje da congregação visa reavaliar a filosofia, sobretudo à luz disso. Encíclica, ... restaurando a 'vocação original' da filosofia; isto é, a busca da verdade e sua dimensão sapiental e metafísica ".